# Спірове (Анісімовське сільське поселення)
Спірове (рос. Спирово) — присілок Бокситогорського району Ленінградської області Росії. Входить до складу Анісімовського сільського поселення.
Населення — 3 особи (2007 рік). 